# Tárbena
Tárbena község Spanyolországban, Alicante tartományban. Lakosainak száma 634 fő (2024). Tárbena Alcalalí, Benigembla, Bolulla, Callosa d’en Sarrià, Castell de Castells, Parcent, La Vall de Laguar és Jalón községekkel határos.

## Népesség
A település lakosságának változását az alábbi diagram mutatja:
| Lakosok száma | 705  | 721  | 751  | 792  | 809  | 686  | 636  | 646  | 642  | 634  |
|               | 2001 | 2004 | 2006 | 2009 | 2011 | 2014 | 2016 | 2019 | 2021 | 2024 |